# Кастл Янкі

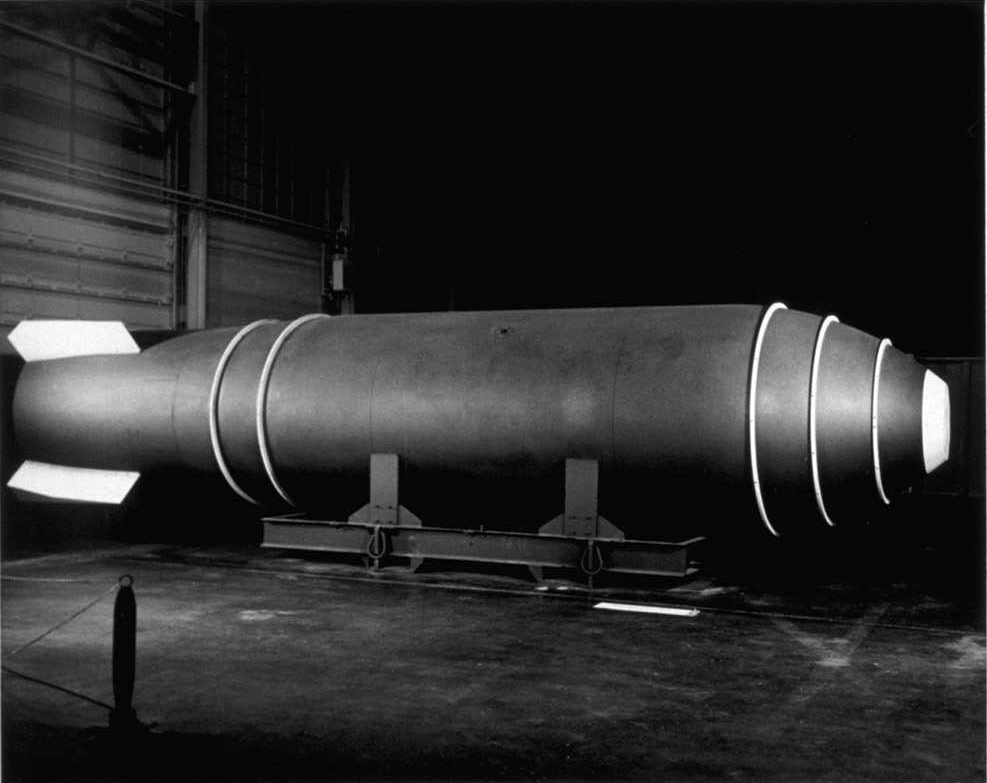
Ядерна бомба Mark 17

Кастл Янкі (англ. Castle Yankee) — кодова назва одного з серії американських випробувань термоядерних бомб Операцєю Кастл. Яке спочатку було задумане як випробування бомби TX-16/EC-16 Джагхед, але її конструкція застаріла після успішного випробування Кастл Браво. Випробувальний пристрій було замінено бомбою TX-24/EC-24 Runt II, яка була підірвана 5 травня 1954 року на атолі Бікіні. Вибух вивільнив енергію, еквівалентну 13,5 мегатоннам тротилу, що є другим за величиною потужності за всю історію випробувань термоядерної зброї в США.

## Джагхед
Янкі спочатку був призначений для випробування TX-16/EC-16, озброєної версії великого та складного пристрою Айві Майк. Було вироблено невелику кількість EC-16 із можливістю надзвичайних ситуацій, щоб забезпечити можливості тимчасового створення термоядерної зброї у відповідь на російську ядерну програму.
Тестовий пристрій під кодовою назвою Джахгед був підготовлений як резервний на випадок, якщо некріогенний пристрій Кастл Браво Shrimp не спрацює. Випробування Джагхед було скасовано, коли тест Браво був успішним, а кріогенні устрановки EC-16 були вилучені та демонтовані.

## Runt II
Джагхед був замінений пристроєм Runt II (TX-24/EC-24), розробленим на основі пристрою Кастл Ромеро Runt (TX-17/EC-17). Зовні ідентичні, принципова відмінність між ними полягала в паливі для термоядерного ступеня. У той час як Runt використовував природний літій (з 7,5% ізотопу літію-6), Runt II використовував той самий частково збагачений літій (приблизно 40% літію-6), що й пристрій Shrimp від Кастл Браво.
Його вибух стався 5 травня 1954 року на атолі Бікіні на Маршаллових островах на баржі, пришвартованій посередині кратера після випробування Кастл Юніон.
Хоча передбачалося, що потужність буде становити від 6 до 10 мегатонн, насправді потужність була 13,5 мегатонн, що є другою за величиною потужністю в американських випробуваннях термоядерної зброї. Подібно до випробувань Майка, Браво та Ромео, великий відсоток виходу був отриманий завдяки швидкому розщепленню природного урану. Із загального виходу 7 мегатонн було отримано від поділу, інші 6,5 мегатонни були отримані від реакцій синтезу. Високий вихід термоядерного синтезу був зумовлений збагаченим паливом і встановив рекорд США, який не був досягнутий аж до Операція Хардтак Poplar у 1958 році.